# Kryptophanaron alfredi
Kryptophanaron alfredi – gatunek ryby z rodziny Anomalopidae, jedyny przedstawiciel rodzaju Kryptophanaron.

## Zasięg występowania
K. alfredi występuje w zachodnio-środkowym Atlantyku: wokół Wielkich Antyli i Kajmanów.